# مرحوم المرحوم
مرحوم المرحوم لاعب نادي النصر
هو مرحوم المرحوم مواليد 1390 هـ في العاصمة السعودية الرياض لاعب وسط سابق في صفوف نادي النصر.
يعد مرحوم المرحوم من أغرب القصص التي تروى في أوسط الجماهير السعودية، ويحيطها الغموض من كل جهة، فبالرغم من انه لم يمثل نادي النصر سوى في ثلاث سنوات إلا أن الجماهير السعودية، والنصراوية خاصة، لا زالت تتذكر هذا اللاعب جيداً.
ويرى قسم من متابعي الكرة السعودية أن ذلك يعود لموهبته الفذة التي ظهرت لفترة قصيرة واختفت بشكل غامض. فيما يرى قسم آخر أن سبب كثرة الحديث عنه يعود بأنخفاض مستواه تدريجياً وبعد هذا الانخفاض قرر ترك الملاعب وسلك طريق الجهاد عن طريق تمويل المجاهدين في الشيشان.
وكان من وجهة نظر الكثيرين مشروع لاعب ناجح نظرا لمهارته.

## مسيرة مرحوم
تدرج مرحوم المرحوم مع نادي النصر في فئاته السنية من البراعم ووصولا للفريق الأول، لفتت موهبته مسؤولي النادي الذين قرروا تصعيده للفريق الأول خاصة وأنه يجيد اللعب في مركز صناعة اللعب وسيعوض النجم المصاب آنذاك يوسف خميس.
لعب المرحوم أولى مبارياته في موسم 1410 الذي يصفه النصراويون بالأجمل في تاريخ النادي، حيث ساهم مع النجوم الكبار ماجد عبد الله وفهد الهريفي ومحيسن الجمعان بتحقيق لقب كأس الملك.
وتميز مرحوم بالمخزون المهاري الكبير، وقدرته الفائقة على مراوغة لاعبي الخصم، وسرعته وخفة حركته. وأما عن مسيرته الدولية، فقد انضم لمنتخب الشباب في تصفيات كأس آسيا عام 90م كما انضم للمنتخب الأولمبي في تصفيات اولمبياد برشلونة.

## نقطة تحول
واستمر مرحوم المرحوم مع النصر حتى مطلع موسم 1413هـ الذي مرت فيه المملكة بصحوة دينية التزم على اثرها الكثير من اللاعبين، حيث كان مشائخ الدين وفي مقدمتهم سعد البريك يستهدفون اللاعبين والمشاهير بصفة عامة من أجل التأثير على جماهيرهم ومحبيهم.
وكان أبرز اللاعبين الذين التزموا هو محيسن الجمعان لاعب النصر الذي كان أول من ابتدع السروال الطويل الذي يغطي منطقة الركبة، كما قام باعفاء لحيته، وهو المنظر الذي ساد بين كثير من اللاعبين ومن ضمنهم لاعبا النصر ماجد عبد الله وفهد الهريفي ولاعبا الهلال عبادي الهذلول وخالد الدايل وآخرين.
فيما قام عدد كبير من اللاعبين بهجر الكرة لعدم رضاهم عن بعض الممارسات التي وصفوها بالبعيدة عن التدين، ومن ضمنهم لاعبا النصر صالح المطلق ومساعد الطرير ولكنهما عادا بعد أكثر من عام للعب مع النصر.
إلا أن مرحوم المرحوم سلك طريقاً غير أقرانه من نجوم كرة القدم، حيث تردد بين الجماهير في تلك الفترة أن ذهب للجهاد إلى البوسنة والهرسك ومن ثم إلى أفغانستان. وغاب المرحوم عن الانظار فترة طويلة حتى فاجأ النصراويين في منتصف موسم 1419هـ حيث قرر العودة للعب كرة القدم وخاض تجربة فنية ولكنه لم يستمر وقطع تجربته واعلن مجدداً ترك الكرة.

## اعتقاله
أراد بعد ذلك المرحوم الاستقرار فتزوج سوريه من مدينة حمص تحديدا، رزق باربع أبناء حصه وجواهر وعبد الله وعبد الرحمن كانت سبع سنوات جميله عاشها مع اسرته حتى جاء المنعطف الذي غير حياته وتحديداً في عام 1425هـ تعرف على بعض من المجاهدين والذين طلبو منه تحويل مبالغ ماليه للمجاهدين بالشيشان لانهم على حد قولهم مراقبين من قبل السلطات وتم القبض عليه حينها بتهمة معرفته باحد المطلوبين امنياً وقيل أن المرحوم لم يكن يعلم بان من كان يتواصل معه من المطلوبين.
ويروي عدد من المعتقلين والذين زاملوه في السجون بعض المواقف معه، يقول أحدهم «قابلته في سجن عليشة والحاير فترة بسيطة لكني احببته في الله. متواضع لأبعد مما تتصور خفيف الظل دمث الخلق يحب الفائدة».
ويقول يوسف العربي زميل مرحوم في السجن «في عام 1427هـ تم إحضاره إلى سجن» عليشة «حيث استدعاه المحقق وقال له: اتصل على أهلك وعزّهم في أبوك !! ولكم أن تتخيّلوا حالَ ذلك المكلوم».
واضاف «حاولنا مع إدارة السجن أن يخرج للعزاء، وحاول أهله.. لكن بدون جدوى ولقد شاهدته حين عاد من سجن جدة وتلقّى خبر وفاة والده – رحمه الله – فيُخيّل لك أن هموم أهل الأرض قاطبة قد نَزَلتْه ومع ذلك فابتسامته الجميلة لم تختفي عن وجهه، وأخلاقه الفاضلة لم تتغيّر».

## الإفراج عنه
في عام 1433هـ كشف المحامي عبد الرحمن الجريس عن صدور أمر قضائي بإطلاق سراح لاعب النصر السابق مرحوم المرحوم بعد نحو 8 سنوات في السجن.

## إسهاماته مع النصر
- الحصول على الدوري السعودي 1409
- الحصول على كأس الملك 1410

## وصلات خارجية ومصادر
- مهارات مرحوم المرحوم على يوتيوب
- خبر عن خروج مرحوم من السجن
- لماذا تهربون من الاندية مقال 1413هـ